# Making a Murderer
Making a Murderer is een Amerikaanse documentaireserie uitgebracht op 18 december 2015 voor de streamingdienst Netflix. De serie is gefilmd over een periode van tien jaar door Laura Ricciardi en Moira Demos.
Het eerste seizoen vertelt het verhaal van Steven Avery, een man die achttien jaar lang onschuldig heeft vastgezeten voor verkrachting. Twee jaar na zijn vrijlating wordt hij aangehouden voor de moord op Teresa Halbach.
Op 19 oktober 2018 werden er tien nieuwe afleveringen op Netflix gezet. In het tweede seizoen belichten de documentairemakers vooral de nieuwe advocaat van Avery, Kathleen Zellner, die ten tijde van de opnames al zeventien onterecht veroordeelde mannen vrij kreeg en besloot om Avery’s zaak op te pakken.
In februari 2018 werd bekendgemaakt dat er een nieuwe documentaire(serie) genaamd Convicting a Murderer zal volgen als tegenreactie op Making a Murderer. Hierin zullen beide kanten van de zaak (zowel Avery's als die van de aanklagers) belicht worden. Dit om een 'bredere kijk [te] bieden op de zaak'.

## Verhaal
Making a Murderer gaat over het leven van Steven Avery, een man uit Wisconsin die achttien jaar lang in de gevangenis heeft gezeten voor de aanranding van Penny Beerntsen. DNA-analyse linkte de aanranding later aan Gregory Allen, een man die ook andere misdaden heeft gepleegd in Manitowoc County. Avery werd vrijgelaten en spande een rechtszaak aan tegen Manitowoc County en twee voormalig ambtenaren. Van beide partijen vroeg Avery minimaal één tot maximaal 18 miljoen dollar (één miljoen voor elke jaar gevangenschap) aan compensatie. Tezamen een maximum van 36 miljoen dollar.
Twee jaar later, in 2005, werd een fotografe genaamd Teresa Halbach als vermist opgegeven nadat ze voor het laatst levend was gezien op Steven Avery's terrein. Avery werd gearresteerd en aangeklaagd voor de moord op Halbach en illegaal bezit van vuurwapens. Avery's advocaten zeiden dat Manitowoc County Sheriff's Department al eens eerder verantwoordelijk was voor een onterechte veroordeling van Avery, suggereerden dat dit opzettelijk was en dat ze het weer zouden doen. Als bewijs hiervoor probeerden ze aan te tonen dat het bewijs ongebruikelijke of onlogische kenmerken bevatte. Zo kwam de verdediging er achter dat een reageerbuisje uit 1996 met bloed van Avery een klein gaatje midden in de dop had zitten. Ze zagen dit als bewijs dat er met het buisje was geknoeid door de politie. De aanklager gooide het vooral op de grote hoeveelheid bewijs, de verscheidenheid aan bewijs en hoe Avery's acties die dag samenvallen met het gevonden bewijs. Als antwoord op het reageerbuisje wilden ze de zuster laten getuigen die in 1996 het bloed in het buisje had gedaan en daarbij het gaatje in de dop prikte om zo het bloed in het buisje te krijgen. In 2007 werd Avery schuldig bevonden van de moord op Halbach en het bezitten van vuurwapens. Hij kreeg hiervoor levenslang.
Making a Murderer seizoen 1 toont de rechtszaak en het onderzoek naar de moord op Teresa Halbach. Brendan Dassey, de neef van Avery, wordt ook beschuldigd van moord in het onderzoek, zijn rechtszaak komt ook aan bod in de serie.
In seizoen 2 wordt Avery's hoger beroep uitgelicht. Avery's advocaat Zellner spreekt met verscheidene forensisch experts en wetenschappers over de bewijslast tegen Avery en onderwerpt deze aan moderne forensische technieken en analyses. Daarnaast spreekt ze met getuigen en bezoekt ze de plaats delict. Haar bevindingen worden gebundeld in een motie die ze in de zomer van 2017 indiende bij de rechtbank. Enkele maanden later werd de motie afgewezen. Volgens de rechter toonde de motie niet aan dat Zellner's bewijs tot een ander vonnis van de jury zou leiden. Naast Avery's hoger beroep wordt ook Dassey's hoger beroep gevolgd. Dassey lijkt meer succes te hebben dan zijn oom wanneer een lage rechtbank het met Dassey's advocaten eens is dat zijn bekentenis onrechtmatig is verkregen door de politie. De rechtbank beveelt Dassey vrij te laten binnen 90 dagen, tenzij hier tegen in beroep werd gegaan. Uiteindelijk bepaalde het Hof van Beroep dat Dassey's bekentenis op correcte wijze was verkregen. Dassey's advocaten probeerden de zaak voor te leggen aan het Hooggerechtshof, maar die weigerden naar de zaak te kijken. Dassey's mogelijkheden lijken hiermee uitgeput.
In 2021 werd Avery's hoger beroep, aangespannen door Kathleen Zellner, afgewezen door de Court of Appeals. De Court of Appeals bemerkte dat Zellner haar bewijslast op papier sterker presenteerde dan dat het eigenlijk was, ze herhaaldelijk de wet en andere relevante documenten verkeerd citeerde, en haar eigen argumenten verdraaide. Bovenal werd Avery's onschuld niet aangetoond. Hoewel Zellner een volgende stap onderneemt bij het allerhoogste gerechtshof, lijkt haar zaak hiermee ten einde gelopen.

## Aangeklaagd
In december 2018 werden Netflix en Chrome Media, de studio achter Making a Murderer, aangeklaagd voor laster door voormalig Manitowoc County Sheriff's Department sergeant Andrew Colborn. Colborn beweert dat hij en zijn collega James Lenk sinds de verschijning van Making a Murderer op Netflix wereldwijd belachelijk zijn gemaakt en worden veracht en geminacht. Colborn wordt bijgestaan door advocaat Michael Griesbach. Volgens Colborn is de documentaire zo in elkaar gezet dat Avery positief afgeschilderd wordt en de agenten in een negatiever daglicht komen te staan. Colborn zegt bewijs te hebben dat de documentairemakers vragen en antwoorden, die naar voren kwamen tijdens de rechtszaak in 2007, door elkaar hebben gehaald waardoor de documentaire niet langer een waarheidsgetrouwe representatie is van de rechtszaak.

## Afleveringen
Making a Murderer ging in première op 18 december 2015. Het eerste seizoen heeft tien afleveringen, deze werden allemaal gelijktijdig uitgebracht.
| Nr. | Titel                               | Lengte (minuten) | Publicatiedatum  |  |
| --- | ----------------------------------- | ---------------- | ---------------- |  |
| 1   | Eighteen Years Lost                 | 64:00            | 18 december 2015 |  |
| 2   | Turning the Tables                  | 57:00            | 18 december 2015 |  |
| 3   | Plight of the Accused               | 63:00            | 18 december 2015 |  |
| 4   | Indefensible                        | 66:00            | 18 december 2015 |  |
| 5   | The Last Person to See Teresa Alive | 59:00            | 18 december 2015 |  |
| 6   | Testing the Evidence                | 59:00            | 18 december 2015 |  |
| 7   | Framing Defense                     | 63:00            | 18 december 2015 |  |
| 8   | The Great Burden                    | 47:00            | 18 december 2015 |  |
| 9   | Lack of Humility                    | 66:00            | 18 december 2015 |  |
| 10  | Fighting for Their Lives            | 63:00            | 18 december 2015 |  |

Het tweede seizoen heeft ook tien afleveringen, deze werden allemaal gelijktijdig uitgebracht.
| Nr. | Titel                 | Lengte (minuten) | Publicatiedatum |  |
| --- | --------------------- | ---------------- | --------------- |  |
| 11  | Number 18             | 57:00            | 19 oktober 2018 |  |
| 12  | Words and Words Only  | 67:00            | 19 oktober 2018 |  |
| 13  | A Legal Miracle       | 66:00            | 19 oktober 2018 |  |
| 14  | Welcome to Wisconsin  | 58:00            | 19 oktober 2018 |  |
| 15  | What + Why = Who      | 64:00            | 19 oktober 2018 |  |
| 16  | Everything Takes Time | 65:00            | 19 oktober 2018 |  |
| 17  | Item FL               | 60:00            | 19 oktober 2018 |  |
| 18  | Special Care          | 60:00            | 19 oktober 2018 |  |
| 19  | Friday Nite           | 63:00            | 19 oktober 2018 |  |
| 20  | Trust No One          | 77:00            | 19 oktober 2018 |  |

## Reacties
De documentaire ontving voornamelijk positieve reacties. Op recensiesite MovieMeter ontving het eerste seizoen een gemiddelde beoordeling van 3,98/5. Op IMDb heeft de serie een gemiddelde beoordeling van 8,6/10. Recensent Jochgem van der Mel zei over seizoen één "Alles is zo duidelijk en nauwkeurig in beeld gebracht, dat je jezelf er af en toe echt even aan moet helpen herinneren dat je niet naar een ongeloofwaardige SBS6-crimi zit te kijken." Ook De Filmkijker benadrukt het boeiende verhaal van de documentaire-serie: "Het geheel is uitermate goed ge-edit waardoor ook de rechtszaak zelf erg interessant is en je van de ene verbazing in de andere valt."
Er is ook kritiek op de serie. Critici omschrijven de serie als "eenzijdig" en "emotioneel manipulatief". Een artikel op de website van de NOS zegt: "Making a Murderer laat niet de werkelijkheid zien, dat moet je als kijker wel begrijpen. Het is een verhaal gebaseerd op de waarheid, maar ingekleurd met eisen van commercie en drama". Aanklager Ken Kratz beweerde dat er bewijs uit de serie was weggelaten. Zo zou Avery zijn telefoonnummer hebben afgeschermd, een valse naam hebben opgegeven en specifiek naar Halbach hebben gevraagd toen hij de afspraak voor de fotosessie maakte. Ook was Avery zonder opgaaf van reden weggebleven van zijn werk nadat de afspraak met Halbach was afgelopen en zou hij sinds zijn vriendin werd opgesloten ineens vaker afspraken inplannen met Halbach.
Ook seizoen 2 werd positief ontvangen, al lagen de beoordelingen gemiddeld lager dan bij seizoen 1. Op recensiesite MovieMeter scoorde het tweede seizoen 3,27/5. Op recensieverzamelsite Metacritic scoort seizoen 2 een gemiddelde van 67% (tegenover 84% voor seizoen 1).